# يان ستارك
يان ستارك (بالإنجليزية: Ian Stark)‏ هو متسابق الحدث بريطاني، ولد في 22 فبراير 1954 في Galashiels ‏ في المملكة المتحدة.

## وصلات خارجية
- يان ستارك على موقع الاتحاد الدولي للفروسية (الإنجليزية)
- يان ستارك على موقع FEI (رابط بديل) (الإنجليزية)
- يان ستارك على موقع اللجنة الأولمبية الدولية (الإنجليزية)
- يان ستارك على موقع أوليمبيديا (الإنجليزية)
- يان ستارك على موقع اللجنة الأولمبية البريطانية (الإنجليزية)
- يان ستارك قاعة قاعة إسكتلندا للمشاهير الرياضية (الإنجليزية)